# Tarapacá (Amazonas)
Pour les articles homonymes, voir Tarapacá.
Tarapacá est un corregimiento départemental de Colombie, situé dans le département d'Amazonas.

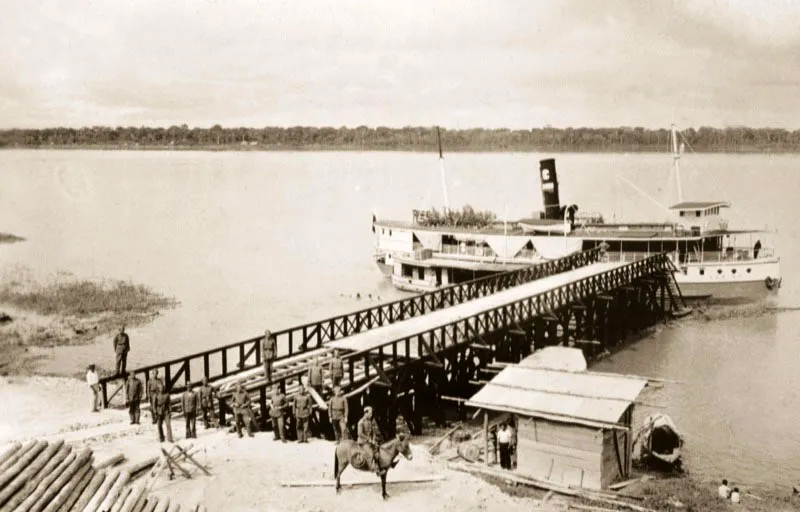
Troupes colombiennes occupant Tarapacá après le retrait des troupes colombiennes lors de la bataille du même nom dans la guerre Colombie-Pérou.

## Démographie
Selon les données récoltées par le DANE lors du recensement de la population colombienne en 2005, Tarapacá compte une population de 2 407 habitants.